# الجبل (الشغادرة)

تعديل مصدري - تعديل

الجبل هي إحدى قرى عزلة عداعد بمديرية الشغادرة التابعة لمحافظة حجة، بلغ تعداد سكانها 258 نسمة حسب تعداد اليمن لعام 2004.